# Agenor Romuald Gołuchowski
Agenor Romuald Onufry Gołuchowski herbu Leliwa (ur. 8 lutego 1812 w Skale, zm. 3 sierpnia 1875 we Lwowie) – arystokrata polski, galicyjski hrabia, austriacki polityk konserwatywny, minister spraw wewnętrznych Austrii w latach 1859–1861, namiestnik Galicji w latach 1849–1859, 1866–1868 oraz 1871–1875 i I ordynat na Skale.

## Rodzina
Był synem ziemian Wojciecha Gołuchowskiego (1772–1840) i jego żony Zofii z Czyżów (1785–1846). Jego starszym bratem był Artur Gołuchowski. Z poślubioną w 1848 roku hr. Marią Karoliną Baworowską (1823–1906) miał sześcioro dzieci:
- 1. Agenora Gołuchowskiego (1849–1921), II ordynata na Skale, polityka w rządzie Austro-Węgier;
- 2. Zofię (ur. 1850) zamężną 1 voto Bronisławowa hr. Łosiowa, 2 voto Henrykowa hr. Starzeńska;
- 3. Stanisława Marię Gołuchowskiego (1853–1874);
- 4. Marię Helenę (1854–1930) zamężną z hr. Kazimierzem Drohojowskim;
- 5. Adama Marię Gołuchowskiego (1855–1914) marszałka Galicji i polityka podobnie jak ojciec i brat, kawalera;
- 6. Józefa Marię Gołuchowskiego (1861–1917) ziemianina, ożenionego z Bianką Daum ad Erdod–Palffy, z którą miał jedną córkę.

## Życiorys
4 lipca 1839 został doktorem prawa, zostając pierwszym hrabią z tytułem doktora. Odziedziczywszy majątek po ojcu, wszedł do Sejmu Stanowego. W 1843 roku został sekretarzem gubernialnym we Lwowie, a następnie kolejno radcą gubernialnym, asystentem i sekretarzem gubernatora Ferdynanda d’Este, wreszcie członkiem Wydziału Stanowego. Należał do przeciwników reformy włościańskiej, a tym bardziej ruchu spiskowego. W maju 1846 roku powołany do komisji gubernialnej, współdziałał w przygotowaniu projektu zniesienia pańszczyzny, który ochraniał interesy wielkiej własności. 19 kwietnia 1848 mianowany kierownikiem gubernium we Lwowie, na które to stanowisko zaprotegował go Franz Stadion.
Od 15 stycznia 1849 roku jako namiestnik cesarski w Galicji lojalnie współpracował z władzami austriackimi, dbając o interesy ziemiaństwa. Jako lojalny poddany cesarza wyraził się słowami „Panowie, nie znam żadnej narodowości”, co jednak dotyczyło również Niemców. Prowadząc walkę o język wykładowy w szkołach, godził się na ustępstwa na rzecz niemczyzny w Galicji zachodniej w zamian za równorzędne z ukraińskimi prawa języka polskiego we wschodniej części kraju. Zarzucano mu karierowiczostwo, chęć dorobienia, określano go nawet jako renegata, nie orientując się w jego starciach z niemiecką administracją (Bachem, Hammersteinem i wiceprezydentem namiestnictwa Kalchbergiem) i nie zauważając początkowo postępującej polonizacji ośrodków władzy w Galicji. Dzięki kontaktom z bratem cesarza Karolem Ludwikiem udało mu się przeforsować budowę linii kolejowej z Wiednia do Lwowa, zwanej wówczas Carl Ludwig Bahn. Przeciwnik podziału kraju na część polską i rusińską oraz wprowadzenia kurii narodowych w wyborach do Sejmu Krajowego, proponował Ukraińcom używanie alfabetu łacińskiego.
Po zniesieniu pańszczyzny powołał komisje do szacowania wartości odszkodowań, egzekwował podatek indemnizacyjny i zachował zarówno dotychczasowe prawo propinacji, jak i serwituty. Z jego inicjatywy zbudowano we Lwowie wyższą szkołę realną, szkołę handlową i przemysłową, gimnazjum polskie i szkołę ogrodniczą z ogrodem botanicznym, a także w Brodach, Tarnopolu, Samborze i Stanisławowie.

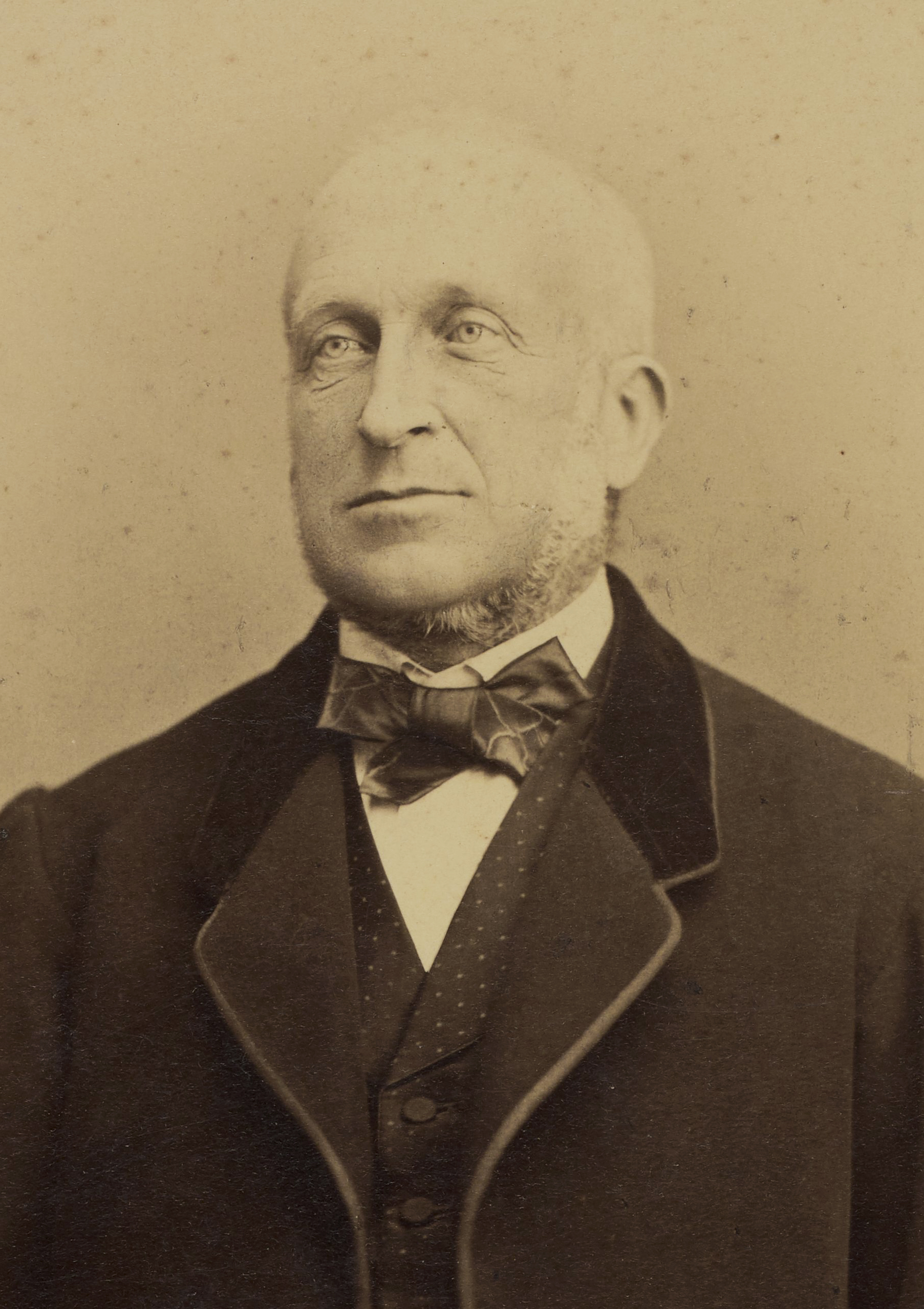
Agenor Gołuchowski około 1875

Jako austriacki minister spraw wewnętrznych od 1859 roku rugował wpływy biurokracji niemieckiej. Uzyskał cząstkowe uprawnienia dla języka polskiego w sądach i urzędach. Jako minister stanu był wykonawcą tzw. dyplomu październikowego z 1860 roku, autorstwa konserwatystów węgierskich. Będąc namiestnikiem po raz drugi, w ciągu roku oczyścił Galicję z niemieckiej biurokracji, oddając administrację w ręce szlachty. W ostatnim okresie swoich rządów, po 1871 roku, poświęcił więcej uwagi administracji i wprowadzaniu w życie ustaw sejmowych: szkolnej, drogowej, wodnej i hodowlanej. Równolegle sprawował stanowisko prezydenta c. k. Krajowej Dyrekcji Skarbu, protektora Krajowego Towarzystwa Gospodarczego. Otrzymał tytuły c. k. rzeczywistego tajnego radcy, c. k. podkomorzego (1845). Pilnując zawsze interesów materialnych ziemiaństwa, doprowadził do końca likwidację serwitutów i poparł korzystną dla dworów ustawę o wykupie propinacji w 1875 roku. Przyczynił się do ufundowania Akademii Umiejętności w Krakowie i Politechniki Lwowskiej.

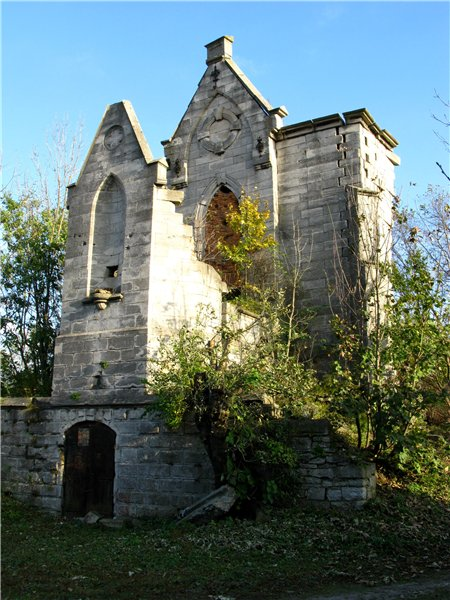
Kaplica grobowa Gołuchowskich w Skale Podolskiej

Został pochowany w rodzinnym majątku w Skale Podolskiej.

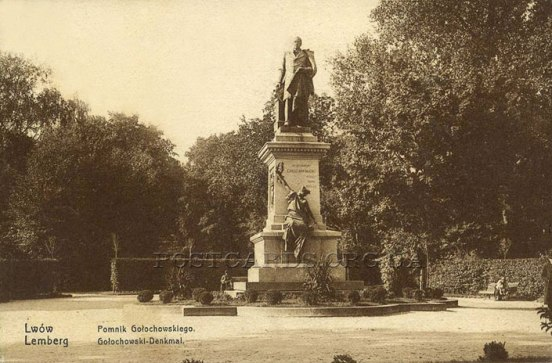
Nieistniejący pomnik Gołuchowskiego we Lwowie, wzniesiony w 1901

## Honorowe obywatelstwa
Otrzymał Honorowe Obywatelstwo wielu miast (66 miast w Galicji): Lwowa (1850), Rzeszowa (27 października 1866), Jasła (1866), Krakowa (3 stycznia 1867), Przemyśla (28 października 1867), Jarosławia (październik 1867), Sanoka (13 listopada 1867), Przeworska (29 lutego 1868), Nowego Sącza, Tarnowa, Tarnopola, Halicza, Brzeżan, Zaleszczyk, Kołomyi, Wieliczki, Sokala, Mikołajów, Leżajska, Jordanowa, Lubaczowa, Rohatyna, Trembowli, Drohobycz, Stanisławowa, Bełza, Śniatynia, Ropczyce, Mościsk, Biecza, Dobczyc.
Był także członkiem honorowym Towarzystwa Muzycznego w Galicji, członkiem honorowym Towarzystwa Łowieckiego w Radowcu.

## Odznaczenia i ordery
- Krzyż Wielki Orderu Świętego Szczepana (Austro-Węgry)[2]
- Order Korony Żelaznej I klasy (Austro-Węgry)[2]
- Order Świętego Aleksandra Newskiego (Imperium Rosyjskie)[2]
- Order Świętego Stanisława I klasy (Imperium Rosyjskie)[2]
- Krzyż Wielki Orderu Korony (1890, Rumunia)[9]
- Kawaler honorowy Zakonu Joannitów[2][10].